# Ornativalva
Ornativalva is een geslacht van vlinders van de familie tastermotten (Gelechiidae).

## Soorten
- O. acutivalva Sattler, 1976
- O. afghana Sattler, 1967
- O. angulatella (Chrétien, 1915)
- O. antipyramis (Meyrick, 1925)
- O. arabica Sattler, 1967
- O. aspera Sattler, 1976
- O. aurantiacella (Turati, 1927)
- O. basistriga Sattler, 1976
- O. caecigena (Meyrick, 1918)
- O. cerostomatella (Walsingham, 1904)
- O. cerostomella (Meyrick, 1925)
- O. cornifrons Sattler, 1976
- O. curvella Sattler, 1976
- O. erubescens (Walsingham, 1904)
- O. frontella Sattler, 1976
- O. grisea Sattler, 1967
- O. heligmatodes (Walsingham, 1904)
- O. heluanensis (Debski, 1913)
- O. ignota Sattler, 1967
- O. indica Sattler, 1967
- O. iranella Sattler, 1967
- O. kalahariensis (Janse, 1960)
- O. levifrons Sattler, 1976
- O. lilyella (Lucas, 1943)
- O. longiductella Sattler, 1967
- O. macrosignella Sattler, 1967
- O. misma Sattler, 1976
- O. mixolitha (Meyrick, 1918)
- O. mongolica Sattler, 1967

- O. ochraceofusca Sattler, 1967
- O. ornatella Sattler, 1967
- O. pharaonis Sattler, 1967
- O. plicella Sattler, 1976
- O. plutelliformis (Staudinger, 1859)
- O. pseudotamaricella Sattler, 1967
- O. pseudotamariciella Sattler, 1967
- O. pulchella Sattler, 1976
- O. roseosuffusella Sattler, 1967
- O. rufipuncta Sattler, 1976
- O. serratisignella Sattler, 1967
- O. sesostrella (Rebel, 1912)
- O. sieversi (Staudinger, 1871)
- O. singula Sattler, 1967
- O. tamaricella (Zeller, 1850)
- O. tamariciella (Zeller, 1850)
- O. triangulella Sattler, 1967
- O. tripartitella (Mabille, 1907)
- O. undella Sattler, 1976
- O. zangezurica Piskunov, 1978
- O. zonella (Chrétien, 1917)